# Соза, Филипа
Филипа Соза (порт. Filipa Sousa, род. 2 марта 1985 в Албуфейре) — португальская певица, представительница Португалии на конкурсе песни Евровидение 2012.
10 марта 2012 года была выбрана, чтобы представить свою страну Евровидении с песней «Vida minha». Песня была исполнена во втором полуфинале, в финал же не попала.